# フェデックス・エクスプレス1478便墜落事故
フェデックス・エクスプレス1478便墜落事故（フェデックス・エクスプレス1478びんついらくじこ）は、2002年7月26日に発生した航空事故である。
メンフィス国際空港発タラハシー国際空港行きだったフェデックス・エクスプレス1478便（ボーイング727-232F）が、タラハシー国際空港への着陸時に手前の木々に衝突し墜落、炎上した。乗員3人に死者はなかったが、全員が重傷を負った。

## 事故機

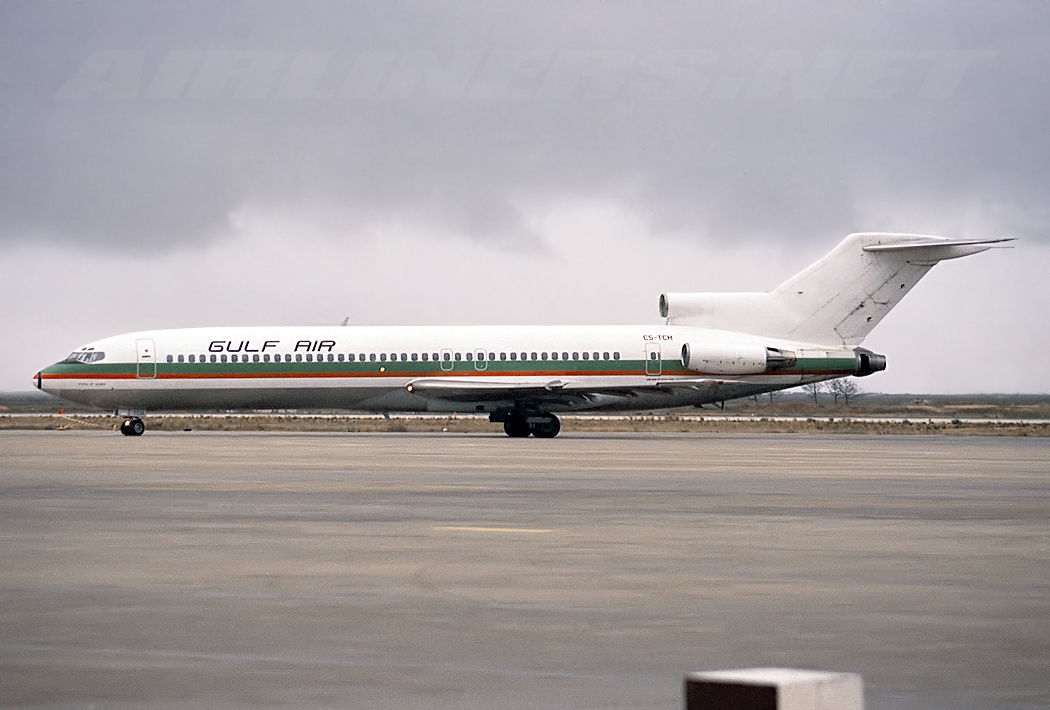
ガルフ・エア・トランスポートでの運用中に撮影された事故機（1987年）

事故機のボーイング727-232Fはシリアルナンバー20866、ラインナンバー1067として製造され、1974年9月3日に初飛行を行っていた。同年9月13日にデルタ航空へ納入され、1986年12月2日にフェデックス・エクスプレスへ移籍された。その後、TAPポルトガル航空に渡り、エア・アトランティスへリースされた。1987年12月からはガルフ・エア・トランスポートへサブリースされていた。貨物機へ改修された後、1989年12月13日に再びフェデックス・エクスプレスの機材として登録された。

## 乗員
事故機には3人の乗員が搭乗していた。機長は55歳男性で、総飛行時間は13,000時間-14,000時間ほどで、同型機では2,754時間の経験があった。FAAの発行した最新の医療証明によると、矯正レンズを着けなければならないという制限のもと飛行業務に就いていた:13-15。
副操縦士は44歳男性で、総飛行時間8,500時間、内同型機では1,983時間の経験があった。副操縦士は、色覚異常を患っていたものの、第二種航空身体検査証明書を有していた。フェデックス・エクスプレスに入社する以前は、海軍のパイロットとして16年飛行しており、海軍の色覚試験も合計13回合格していた:15-17。
航空機関士は33歳男性で、総飛行時間は2,600時間ほどで、同型機では346時間の経験があった:17-18。

## 事故の経緯
1478便はタラハシー国際空港への着陸進入を行っていた。当初、風が吹いていたためパイロットは滑走路27への着陸を予定したが、風が止んだため滑走路09への直線進入に変更した。このとき、操縦は副操縦士が行っており、視認での滑走路09への進入を開始した。

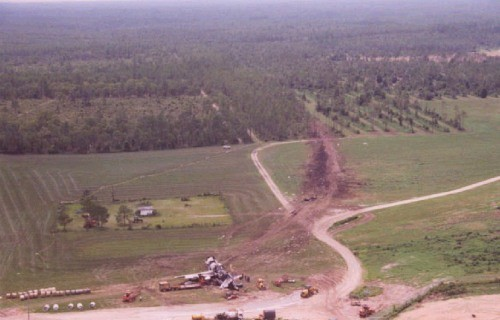
墜落現場

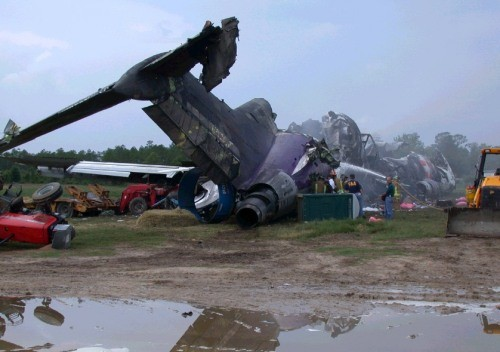
尾翼の残骸

5時30分、副操縦士は滑走路を視認したと言い、しばらく滑走路と機体の位置についての会話がされた。5時36分、1478便は高度1,000フィート (300 m)付近を降下しており、ベースレグから滑走路へ正対するために旋回を行っていた。コックピットから見えるPAPIは左1灯が白、右3灯が赤に見えていたと推測されている。これは、進入経路を下方へ僅かに逸脱していることを示していた。しかし、パイロットはそれに気付かなかった。墜落の30秒前、高度500フィート (150 m)付近で、PAPIのライトは全て赤を示したと推測された。1478便は、滑走路から3,650フィート (1,110 m)地点で、高さ50フィート (15 m)の木々と衝突した。そのまま機体は降下し続け、最初の衝突地点からおよそ1,000フィート (300 m)の地表に激突した。激突後、地面を1,100フィート (340 m)ほど滑り、建設車両に衝突し、260度回転して停止した。墜落時、フラップは30度に設定されており、着陸装置も正常に下ろされていた。

## 事故調査
国家運輸安全委員会（NTSB）が事故調査を行った。最終報告書では、事故原因として夜間の視認進入時にパイロットが適切な飛行経路を保たなかったことをあげた。事故当時、副操縦士は疲労しており、またパイロットは会社の飛行手順に従っていなかった。
パイロットらは最後の瞬間まで正常な進入であったと述べ、誰もPAPIが4つ全て赤だったとは証言しなかった。地表500フィート (150 m)の地点で、進入は安定しておらず、着陸復航すべきだった。また、事故後に副操縦士は眼の検査を受けた。検査の結果、副操縦士は赤と緑、白の判別が困難であったことが判明した。そのため、PAPIの区別が困難だったと報告書で述べられた。